# Bolitoglossa ramosi
Bolitoglossa ramosi é uma espécie de anfíbio caudado pertencente à família Plethodontidae, sub-família Plethodontinae.